# ماجونغ الياباني
ماجونغ الياباني (باليابانية: 麻雀, 麻将 أو マージャン) وتسمى ايضاً ريتشي ماجونغ، هي النسخة اليابانية من ما جونغ. تتطلب أربع لاعبين للعبها، وتلعب في جولتين أو اربع جولات، حيث تتكون كل جولة من اربع دورات.

## لوازم اللعبة (الأحجار)
لعبة ماجونغ الكاملة تحتوي على أربع مجموعات متكررة من الاحجار، كل مجموعة تحتوي 34 حجراً، بينما مجموع أحجار الأربع مجموعات يساوي 136.
كل مجموعة تتكون من أربعة أطقم: ثلاث أطقم منها يُطلق عليها «أحجار المنظومة» وهي تعتمد على الأرقام من 1 إلى 9.
والطقم الرابع يُطلق علية «أحجار الشرف» وهي تعتمد على رموز معينة.

### أحجار المنظومة
أحجار المنظومة تحتوي على 3 مجموعات وكل مجموعة فيها أرقام من 1 إلى 9.
|          |                | الأرقام | الأرقام | الأرقام | الأرقام | الأرقام | الأرقام | الأرقام | الأرقام | الأرقام |
| 1        | 2              | 3       | 4       | 5       | 6       | 7       | 8       | 9       |         |         |
| -------- | -------------- | ------- | ------- | ------- | ------- | ------- | ------- | ------- | ------- | ------- |
| المنظومة | مجموعة الدوائر |         |         |         |         |         |         |         |         |         |
| المنظومة | مجموعة العصي   |         |         |         |         |         |         |         |         |         |
| المنظومة | مجموعة الرموز  |         |         |         |         |         |         |         |         |         |

### أحجار الشرف
أحجار الشرف تنقسم إلى نصفين:
| شرق | جنوب | غرب | شمال |
| --- | ---- | --- | ---- |
|     |      |     |      |

| التنين الأحمر | التنين الأخضر | التنين الأبيض |
| ------------- | ------------- | ------------- |
|               |               |               |

### النرود
يستخدم نردان سداسيان لتحديد اللاعب الباديء وأماكن اللاعبين والكسر في الحائط، الكسر في الحائط هو المكان الذي يبدأ اللاعبون بسحب أحجارهم منه في كل دورة.

## طريقة اللعب
تُلعب الماجونغ بجولتين (الشرقية والجنوبية) أو أربع جولات (الشرقية والجنوبية والغربية والشمالية)
تتضمن كل جولة أربع دورات، وتتم في كل دورة عملية السحب والنبذ من اللاعبين حتى تُسفر عن فوز احدهم أو تنتهي الدورة بالتعادل بعد أنتهاء أحجار الحائط دون فوز أي لاعب.
يبدأ اللعب بتوزيع 13 حجراً لكل لاعب ما عدا اللاعب الذي يجلس في جهة الشرق والذي يعتبر رئيس الجولة حيث يحصل على 14 حجر، ثم ينبذ الرئيس حجراً من مجموعته ليصبح عدد أحجارة 13 حجراً، ثم يسحب اللاعب الذي يليه حجراً من الحائط، وينبذ حجراً من أحجار مجموعته، وهكذا.
هنالك نوعان من السحب: أحدهما سحب حجر مخفي من الحائط، والثاني أخذ حجر نبذه لاعب اخر.
يشترط عند أخذ حجر منبوذ من قبل لاعب اخر أن يكون قد نُبذ حالاً قبل اخذه، وأن يكون الهدف من اخذه إما اكمال أحد الأطقم، أو أن يكون اخر حجر يحتاجه اللاعب ليفوز.
عند أخذ حجر لاعب اخر لإكمال طقم يتم كشف أحجار هذا الطقم ووضعه جانباً، وبعدها يستمر اللعب من يمين الشخص الاخذ، لا النابذ.

### الحالات التي يأخذ فيها الحجر المنبوذ لإكمال طقم
- بون : أخذ حجر منبوذ من لاعب اخر لإكمال ثلاثية متشابهة، يتلفظ اللاعب ب «بون» ويأخذ ذلك الحجر المنبوذ كاشفاً معه الحجرين الاخرين اللذين سوية مع المنبوذ يكونون ثلاثية متشابهة. مثل:

- تشي : أخذ حجر منبوذ من لاعب اخر لإكمال ثلاثية متسلسلة، يتلفظ اللاعب ب «تشي» ويأخذ ذلك الحجر المنبوذ كاشفاً معه الحجرين الاخرين اللذين سوية مع المنبوذ يكونون ثلاثية متسلسلة. مثل:

- كان : يتلفظ اللاعب ب «كان» عند تكوين رباعية متشابهة، ثم يكشفها، بعد ذلك يسحب اللاعب حجراً اضافياً من الحائط، ثم يكشف حجراً محدداً للجوكر ليتم تحديد جوكر اخر، وبعدها يقوم بنبذ أحد احجاره. مثل:

## حجر الفوز
عندما يكون اللاعب بانتظار حجر الفوز، يمكنه أن يعلن عن ذلك بقوله «ريتشي» مضحياً بـ1000 نقطة ويمنع من تغيير أطقمه.
إن جاء حجر الفوز مسحوباً من الحائط، فإن اللاعب يعلن الفوز بقوله «تسومو» وعندها، فإن نقاط اللاعب التي جناها تؤخذ من بقية اللاعبين بالتساوي.
أما أن جاء حجر الفوز من خلال أخذ حجر منبوذ من قبل لاعب اخر، فان اللاعب يعلن عن فوزه بقول «رون» وعندها، فان نقاط اللاعب التي جناها تؤخذ جميعها من اللاعب الذي نبذ حجر الفوز.